# EB110SS
EB110SS（いーびー ひゃくじゅう えすえす、4月20日 - ）は、日本の男性漫画家。千葉県在住。主に商業誌で成人向け漫画を執筆している。

## 来歴
1998年1月、『NCハイパー』4号に掲載された「好き好きだい好き」（EB110名義）にて商業デビュー。その後『コミックライズ』1998年11月号に掲載された「神取のなんのこれしき!」にてEB110SSに改名。ペンネームはブガッティ・EB110からで、SSはその後に追加されたモデルから。名前の読みは自動車に準拠しており、「エビオス」とは読まない。
『COMIC LO』、『コミックメガストアα』、『リトルガールストライク』など、多数の雑誌にて連載している。
過去には『コミックゼロエクス』、『コミックメガミルク』、『コミックメガプラス』、『コミックメガストアH』、『コミックメガストア』、『MANGA ZetuMan 絶対満足』『コミックPOT』などでも活動していた。

## 単行本リスト
1. 『なんのこれしき -大江戸馬鹿艶劇-』
  - 2000年1月10日（1999年12月発売） メディアックス（MDコミックス#201） ISBN 4-89613-401-X（ISBN 978-4-89613-401-8）
  - 死神のなんのこれしき!／与太郎狂想曲／大江戸Suite［Op1、Op2、Op3魔法の妖精あやや、Op4、Op5、Op6］／神取のなんのこれしき!
  - ゲスト寄稿（本多パン、TO-Y）／あとがき
2. 『毎日が少女日和』
  - 2001年7月10日（2001年6月発売） メディアックス（MDコミックス#249） ISBN 4-89613-449-4（ISBN 978-4-89613-449-0）
  - オヨヨでホイッ!／魔界都市へ行っチャイナ!!／超時空武闘伝D［前編、後編］／2人でアイラブすとーきん!／好き好き小好き／やっぱり子猫が大好き／毎日が少女日和／青の残りと若菜ちゃん／人形劇
  - こんなのしたかったけど出来なかった劇場［その1、その2］／ゲスト寄稿（本多パン）／あとがき
3. 『カムカム雲雀荘』
  - 2002年6月10日（2002年5月発売） メディアックス（MDコミックス#284） ISBN 4-89613-449-4（ISBN 978-4-89613-484-1）
  - カムカム雲雀荘［第1話、第2話、第3話、最終話］／男が女で男が炉で女／玩具持参／Jewelry3／おしぼり三姉妹／おしぼり三姉妹2／子猫達の鳴き声
4. 『らって好きなんらもん』
  - 2003年5月15日（2003年4月発売） メディアックス （MDコミックス#307） ISBN 4-89613-957-7（ISBN 978-4-89613-957-0）
  - たまに泥棒!?／一輪車に乗って／死んじゃイヤン／村ごと愛して／となりの真由ちゃん［第1話、第2話、第3話、最終話］／人形劇.ドットコム
5. 『あ、ちっちゃいね』
  - 2003年11月25日（2003年10月発売） メディアックス（MDコミックス#323） ISBN 4-89613-973-9（ISBN 978-4-89613-973-0）
  - トイレではじめましょっ／男男／君のためにラララ…／碧サマが一番［第1話、第2話、第3話、第4話］／イクまでオドロンパ!／うぇるかむうぇるかむ／お兄ちゃんといっしょ
6. 『お子様ピュッピュ』
  - 2004年6月20日（2004年5月発売） メディアックス（MDコミックス#339） ISBN 4-89613-989-5（ISBN 978-4-89613-989-1）
  - マッスル先生［第1話、第2話、第3話］／穴が気になるお年頃／俺の夏／娘は女神様／中学ステキ生活／中学ランキング生活／ドキッとひろみちゃん
  - あとがき／ゲスト寄稿（あ〜る・こが、弐駆緒）／イラスト（カバー裏）
7. 『ESP -エッチな少女パンツ-』
  - 2005年4月20日（2005年3月発売） メディアックス（MDコミックス#351） ISBN 4-86201-001-6（ISBN 978-4-86201-001-8）
  - 教えちゃえっ／子供料金それOK!／子供料金チョ〜OK!／子供料金まだOK／子供料金いつかまた…／梓サイズ／カラダ200点／渚でパックンチョ／まんちんイヌザル物語
8. 『HARD LOCK -ハードロック-』
  - 2005年7月15日（2005年7月15日発売[5]） 茜新社（TENMACOMICS LO#019） ISBN 4-87182-774-7（ISBN 978-4-87182-774-4）
  - 東京デビルス／さくらんぼ／ホーミー♥ -hold me-／これもひとつの兄弟愛／里沙ちゃんゴンゴン まんこにゴン!／襲ってみたら、これだよ／プチ妻さおりん／町田まんこ／すくみずえぶりでー／激しいね!ミスター
  - ゲスト寄稿（片桐火華）／あとがき／イラスト・コメント（カバー裏）
9. 『乱暴しなさい』
  - 2006年5月31日（2006年5月15日発売[6]） 茜新社（TENMACOMICS LO#027） ISBN 4-87182-846-8（ISBN 978-4-87182-846-8）
  - ホーミー♥ -hold me- SCORE2／おこちゃまソープ／キッカケはオシリから／ちょっとアナカセギ／るりちゃんのお仕事／今日は露天日／幸せ顔は元気のミナモト／すてきにコンプ／小さい蟻、大きい蟻／チアパイ13
  - あとがき／イラスト（カバー裏）
10. 『すごくしてね♥』
  - 2007年4月10日（2007年3月発売） メディアックス（MDコミックス#373） ISBN 978-4-86201-023-0
  - カラブリ気分［第1話、第2話、第3話］／花ある生活／2本くらいが丁度イイン／てってけ子供祭［第1話、第2話、第3話］
  - あとがき
11. 『やればできる子』
  - 2007年10月31日（2007年10月19日発売[7]） 茜新社（TENMACOMICS LO#045） ISBN 978-4-87182-948-9
  - 先生の女児（かのじょ）／兄の当選確率／妹の秘めごと／恋の料理と隠し味／内緒ナイショないしょ／ドキドキ一姦教育／西からエースがやってきた／会いたいな、会えるかな／神様がくれた物／301の日高さん／604の石川さん／202の川上さん?
  - あとがき／イラスト（カバー裏）
12. 『ぴょんぴょんするよ♥』
  - 2008年6月24日（2008年6月10日発売[8]） コアマガジン（ホットミルクコミックス#268） ISBN 978-4-86252-399-0
  - 妹ライフ／プチベリー／小さな師範さま／小さな女将さん／劇場ミネルバ／おばけなんざぁ怖くねぇ／儲かりまっか?／うちは家政婦付き／パパのばかぁ／アイウォンチュ?なんだもん／グレても IN THE SKY／BURST
  - フリートーク／BURSTを読むにあたっての注意事項／ゲスト寄稿（片桐火華、三浦靖冬）／あとがき／イラスト（カバー裏）
13. 『はじめよっか』
  - 2009年5月9日（2009年4月24日発売[9]） 茜新社（TENMACOMICS LO#066） ISBN 978-4-86349-063-5
  - 知ってるよ／ネギしょって／夏のおじさん／兄としての幸せ／ナンバー：15／ナンバー：15 #2／あさみコンプレックス／押入れ天使／ウォーターサイド／ワンピースと悪魔／僕の居場所／あとがき
14. 『かけっこレッスン』
  - 2009年10月24日（2009年10月10日発売[8]） コアマガジン（ホットミルクコミックス#306） ISBN 978-4-86252-710-3
  - あのコはヴァンプ／スリ〜コ〜ド［#1、#2、#3］／不是故意地!／エンジョイ!／メガネの向こうに愛がある／トイレの神様／大人のアイス／ポッキンラブ／算数よりもムツカシイ問題／青春甘えんぼ日記
  - ゲスト寄稿（御免なさい、みなすきぽぷり）／あとがき／イラスト（カバー裏）
15. 『スリーピース』
  - 2010年11月24日（2010年11月10日発売[8]） コアマガジン（ホットミルクコミックス#332） ISBN 978-4-86252-933-6
  - B級特価少女／3ピース#1 - 3／焼けて焼けて恋して／僕のひとみちゃん／宅配ガッツン／あなたのスマッシュ打ち込んで!!／等々力ベーカリー／くるくるじゃんぴんっ#1、#2／チャイナさんと行こう／あとがき
16. 『イマドキッ娘』
  - 2011年10月10日（2011年9月24日発売[10]） 茜新社（TENMACOMICS LO#108） ISBN 978-4-86349-243-1
  - FEEDING STATIONS／FEEDING STATIONS 2食目／FEEDING STATIONS 3食目／FEEDING STATIONS ラストオーダー／できちゃった!?／犬も歩けば／ネトゲの遊び方／マネはつらいよ／六弦と六十万と私／シンジルトイウコト／わたしのスキなひと
17. 『私のスッペシャル』
  - 2011年12月24日（2011年12月10日発売[8]） コアマガジン（ホットミルクコミックス#366） ISBN 978-4-86436-222-1
  - 私のスッペシャル／湯けむり姉妹味くらべ／湯けむり姉妹味くらべ2／クッキリモード／おこづかい大作戦／カーテンのない生活／娘さんを下さい！／なつみアンテナ／なつみアンテナ2／マジかよ／必殺日焼けターン！／恋の予感！？／ゲスト／あとがき
18. 『少女レシピ』
  - 2013年2月28日（2013年2月25日発売[8]） コアマガジン（メガストアコミックス#368） ISBN 978-4-86436-447-8
  - 1/4の純情な感情／それはふくらみが決めること／僕はあの子のオモチャ／僕はあの子のオモチャ2／妹チョコはビター味／ゆずコレ／エロい体にゃ理由（わけ）がある／先生はアシスタント／それでも先生はアシスタント／こっそり妹ボイス／よってらっしゃい してらっしゃい／まいちゃんがいます／ゲスト／あとがき
19. 『おぉきくなったでしょ♡』
  - 2014年6月30日（2014年6月13日発売[11]） 茜新社（TENMACOMICS LO#154） ISBN 978-4-86349-432-9
  - 捕えた魚は大きいぞ／少女配信中！／むすめ女房／私の彼は取り締まり!?／マユマミ／僕の妹は親父の彼女／歌いません、するまでは／歌いません、するまでは〜続〜／でんわしてください／ずっと見つめてる／懲りない男／あとがき
20. 『ちいさいがスバラシイ☆』
  - 2015年9月2日（2015年8月19日発売[8]） コアマガジン（メガストアコミックス#458） ISBN 978-4-86436-815-5
  - 日焼けの美味しい季節です／挿入れてみたっ／いつもハメるんるん／パンツでチャンス！／湯加減いかが？ 其の一・其の二／風に乗って／チョコレートツイスター／ふたりじめ！／バツイチです！／自由（すき）にしてください／解説・あとがき
21. 『いっぱい遊んだよ』
  - 2016年12月（2016年11月30日発売[8]） コアマガジン（メガストアコミックス#491） ISBN 978-4-86436-987-9
  - 子猫ランドリー／田舎が君を待っている／可愛いあの子は宇宙味／箱入り胡桃／もえあず！／ぞっこん！あかりチャンネル／あーにゃん２／（あとがき）
22. 『よりみちしちゃった』（デジタル版限定）
  - 2018年2月5日発売 茜新社（茜新社DIGITALプレミアム）
  - オヤジのビデオ／愛ちゃんが待ってる／彩奈が駆ける／あなたののぞみ／先生はブルマをズラさないんだって／Tバックはございません[注 1]
  - ｢Tバックはございません｣以外の5作は単行本『めっちゃ♡リアル♡みせちゃう』に再収録された
23. 『このあとオジサンがおいしくいただきました』
  - （2018年3月24日発売[8]） コアマガジン（メガストアコミックス#537） ISBN 978-4-86653-164-9
  - あっちんここっちんこ／あすみがまいる！／さぱらん!／パパさんのひみつは彼のひみつ／妹アクロバット／いっぱい遊ぼうね／すみれと半チャーハン／スーちゃんさんとみそラーメン／幸運は公園に落ちている／里奈ちゃん本日出勤中／（あとがき）
24. 『めっちゃ♡リアル♡みせちゃう』
  - （2019年6月28日発売[13]） 茜新社（TENMACOMICS LO#253） ISBN 978-4-86349-775-7
  - パパと娘あるある／妹なんかいらない！／マリちゃんが処女売ります／得する子？損する子？／ちゃんと飲めたよ／地下からの脱出大作戦／いもうと×LIFE／あなたののぞみ★／先生はブルマをズラさないんだって★／オヤジのビデオ★／彩奈が駆ける★／愛ちゃんが待ってる★／（あとがき）
  - ★印はデジタル単行本『よりみちしちゃった』から再収録
25. 『育ちざかりはスゴかった』
  - （2021年3月27日発売[14]） 茜新社（TENMACOMICS LO#284） ISBN 978-4-86349-861-7
  - 押しかけっ子新性活／リカちゃんパッコン旅行だよ／電車に乗ったら発射です／会いたいとか言うの恥ずかしいからお金貰ってる／離島ではじめましょ／夏は狙い撃ち／あっ！／即決でお願いします／それも我が家のルールです／（あとがき）
26. 『排卵しちゃうじゃんっ』
  - （2021年10月29日発売[15]） コアマガジン（メガストアコミックスNo.673） ISBN 978-4-86653-561-6
  - 先生みぃ～つけた／となりの助手校生ちゃん／月が代わってご奉仕よ／こういう子作りの方法もあり／こういう子作りの方法もあり（弍）／先生お邪魔しますっ／あきちゃんのお仕事／ダンスダンスダンスするのだ！／もえに夢中！
27. 『こづくりれんしゅうしてました』
  - （2022年9月28日発売[16]） 茜新社（TENMACOMICS LO#311） ISBN 978-4-86349-915-7
  - れいなはパパ活中！／さくらはいつでも咲いている／有咲ちゃんと遊ぼ／みおちゃんと遊ぼ／姫ちゃんと付き合った場合／杏里ちゃんの隠れ家／ママに内緒でしちゃってます／ＲＵＫＡ～12才～メイキング／先生になってよかった／妹はオレの嫁

## 単行本未収録作品
- 好き好きだい好き （宙企画 NCハイパー4号 1998年1月）／EB110名義 - デビュー作
- 薬指にお願い （宙企画 NCハイパー5号 1998年2月休刊）／EB110名義
- G.T.Concerto （メディアックス コミックライズ 1999年4月号 18p）
- G.T.Concerto LM （メディアックス コミックライズ 1999年9月号 20p内カラー4p）
- なんのこれしき 特別編 （メディアックス コミックライズ 2000年2月号 18p）
- 天馬ならば空を行け! （メディアックス コミックライズ 2000年5月号 16p）
- 夏美風味 （メディアックス コミックライズ 2000年6月号 18p）
- 幸福の島 （笠倉出版社 ZetuMan／絶対満足 2001年1月号）
- 魔狐斗ってば！ （笠倉出版社 ZetuMan／絶対満足 2001年3月号）
- 魔孤斗にお願い！ （笠倉出版社 ZetuMan／絶対満足 2001年4月号休刊）
- サンシャインの見える場所で （メディアックス コミックPOT 2003年9月号）
- みどり満開 （茜新社 COMIC LO Vol.7 2004年5月）
- はたちデス! （コアマガジン コミックメガストア 2013年5月号）

## 主な掲載誌
- コミックライズ
  - 1998年（11、12）
  - 1999年（2、3、4、6、7、8、9、10、11、12）
  - 2000年（1、2、4、5、6）
- コミックPOT メディアックス
  - 2005年（1、10）
  - 2006年（2）
- コミックメガストア
  - 2001年（4）
  - 2006年（11）
  - 2012年（10、12）
  - 2013年（1、2、3、4、5、6）
- COMIC LO 茜新社
  - 2002年（vol.1）
  - 2003年（vol.2、3）
  - 2004年（vol.4、5、7、9、11）
  - 2005年（Vol.13、15、18、19、20）
  - 2006年（Vol.22）（3、9、12）
  - 2007年（1、2、3、4、5、7、8、10）
  - 2008年（1、3、5、8、10、12）
  - 2009年（2、4、6、9、12）
  - 2010年（2、9、11）
  - 2011年（2、4、7）
  - 2012年（5、11）
  - 2013年（4、8、9、10、12）
  - 2014年（1、2、3、4、5、6、8、9、11）
  - 2018年（4、7、10、11）
  - 2019年（2、4、6、8、10、12）
  - 2020年（3、6、7、10、12）
  - 2021年（1、4、5、7、9、11）
  - 2022年（1、3）
- コミックメガストアH
  - 2007年（2）
- コミックメガプラス
  - 2007年（Vol.44、48、50）→以降コミック0EX
- コミックゼロエクス コアマガジン
  - 2007年（Vol.1）
  - 2008年（vol.2、3、5、7、8、9、10、11、12、13）
  - 2009年（vol.14、16、18、19、20、21、23、24、25）
  - 2010年（vol.26、27、28、29、30）→以降メガミルク
- コミックメガミルク
  - 2010年（vol.1、3、5、6、7）
  - 2011年（vol.8、9、11、12、13、14、15、16、17、19）
  - 2012年（vol.20、21、22、23、24、25、26）
- リトルガールストライク コアマガジン
  - 2016年（vol.1）
  - 2017年（vol.2、3、4、5）
  - 2018年（vol.8、9）
  - 2019年（vol.10、12、13）
  - 2020年（vol.14、15、16、17）
  - 2021年（vol.19）